# جزر سينغيه (إندونيسيا)
جزر سينغيه هي مجلس إندونيسي محلي، في إندونيسيا، تتبع سولاوسي الشمالية، بلغ عدد سكانها 140,420 نسمة.